# MFF Football Centre
MFF Football Centre jest stadionem w mieście wydzielonym Ułan Bator, w Mongolii.
Jest obecnie używany do meczów piłki nożnej i posiada sztuczną nawierzchnią do gry. Niedawno gościł eliminacje Mongolii do zakwalifikowania się do AFC Challenge Cup.